# Prokofi Romanenko
Prokofi Logvinovich Romanenko (en ruso: Прокофий Логвинович Романенко, en ucraniano: Прокіп Логвинович Романенко, romanizado: Prokip Logvynovych Romanenko; Imperio ruso; 25 de febrero de 1897 – Moscú, Unión Soviética; 10 de marzo de 1949) fue un líder militar soviético que combatió durante la Segunda Guerra Mundial en las filas del Ejército Rojo, donde alcanzó el grado militar de coronel general (1943).
Sirvió en el Ejército Imperial Ruso durante la Primera Guerra Mundial, se unió al Ejército Rojo durante la guerra civil rusa, convirtiéndose en comandante de caballería. Rápidamente ascendió de rango durante el período de entreguerras, también combatió en la guerra civil española como asesor y en la guerra de Invierno como comandante del 10.º Cuerpo de Tanques. Después de comandar un cuerpo de fusileros y el 1.er Cuerpo Mecanizado, dirigió el 17.º Ejército en el Lejano Oriente soviético desde principios de 1941. Fue enviado al oeste para comandar el 3.er Ejército de Tanques en mayo de 1942, liderándolo durante la fallida Ofensiva de Kozelsk en el verano. Posteriormente, fue transferido para comandar el 5.º Ejército de Tanques en la operación Urano, la contraofensiva soviética en la batalla de Stalingrado. Después del final de la batalla en febrero de 1943, se convirtió en comandante del 2.º Ejército de Tanques, pero después de un ataque fallido se convirtió en comandante del 48.º Ejército en marzo. Más tarde, dirigió el 48.º Ejército hasta diciembre de 1944, incluso en la batalla de Kursk y la operación Bagratión. Fue reemplazado en el mando como resultado del deterioro de su salud, en la posguerra estuvo al mando del Distrito Militar de Siberia Oriental hasta su muerte en 1949.

## Biografía

### Infancia y juventud
Romanenko nació el 25 de febrero de 1897 en el jútor de Romanenki en la gobernación de Poltava —entonces parte del Imperio ruso, actualmente ubicada en el raión de Buryn, óblast de Sumy en Ucrania— en el seno de una familia de campesinos ucranianos. En 1914 se ofreció como voluntario para luchar en el Ejército Imperial Ruso durante la Primera Guerra Mundial y fue asignado al 14.º Regimiento cosaco de Oremburgo, poco después se convirtió en sargento (uryadnik de acuerdo al sistema de rangos cosaco) y luego en sargento mayor. Durante la guerra luchó en el Frente Sudoeste como comandante de media compañía y recibió cuatro Cruces de San Jorge por sus acciones. En 1917, se graduó en la 5.ª Escuela Práporshchik de Kiev y fue ascendido a práporshchik, convirtiéndose en oficial subalterno en el 155.º Regimiento de Infantería de Reserva.

### Guerra civil rusa
En enero de 1918, después de la disolución del Ejército Imperial, Romanenko fue elegido miembro del comité ejecutivo del  Vólost de Blagodatnentsky en la gobernación de Stávropol, y en marzo se convirtió en su comisario militar. En junio, organizó un destacamento partisano, para combatir contra el Ejército de Voluntarios en el Frente Sur durante las fases iniciales de la guerra civil. En agosto, después de unirse al Ejército Rojo, la unidad se convirtió en el 4.º Regimiento de Stávropol y, en septiembre, pasó a formar parte de la 2.ª División de Stávropol del Norte, pasando a llamarse 12.º Regimiento de Fusileros.
En junio de 1919, se le ordenó asumir el puesto de comandante de un escuadrón de caballería en el 33.º Regimiento de Caballería de la 6.ª División de Caballería y luego se desempeñó como asistente del comandante del regimiento. Entre 1918 y 1919, Romanenko participó en la lucha contra los cosacos blancos y las tropas antibolchequiques de Antón Denikin en la gobernación de Stávropol, la ofensiva de Vóronezh-Kastornensk, la operación Járkov y la ofensiva de Dombás. Hacia finales de año la 6.ª División fue asignada al 1.ᵉʳ Ejército de Caballería. Tomando el mando del regimiento en junio de 1920, lo dirigió durante la guerra polaco-soviética en la Batalla de Leópolis en el frente suroeste y en el otoño luchó en la ofensiva de Perekop-Chongar, expulsando a las tropas blancas del barón Piotr Wrangel de Crimea.

### Periodo de entreguerras
Después del final de la guerra, en mayo de 1921, Romanenko se convirtió en comandante del 83.º Regimiento de Caballería de la 14.ª División de Caballería, que formaba parte del Distrito Militar del Cáucaso Norte. En 1925 se graduó en los cursos de actualización para comandantes (KUKS) de la Escuela Superior de Caballería de Leningrado, convirtiéndose en comandante del 59.º Regimiento de Caballería de la 10.ª División de Caballería de Maikop en octubre de 1926. luego pasó a comandar el 10.º Regimiento de Caballería Cosaca Roja de Verjneuralsk de la 2.ª División de Caballería Cosaca Roja.
En 1930, se matriculó en los Cursos de Perfeccionamiento de Oficiales (KUVNAS) de la Academia Militar Frunze, donde se graduó en mayo de 1933. Luego se convirtió en subjefe del Tercer Departamento de la Dirección de Motorización y Mecanización del Ejército Rojo, y en mayo de 1935 se convirtió en jefe de Estado Mayor de la 13.ª Brigada Mecanizada en el Distrito Militar de Moscú. En abril de 1937, asumió el mando de la 11.ª Brigada Mecanizada del Distrito Militar de Leningrado. Fue enviado a España como asesor del Ejército Popular de la República durante la Guerra civil española, y después de regresar a la Unión Soviética recibió la Orden de Lenin por sus acciones durante el conflicto. En febrero de 1938, asumió el mando del 7.º Cuerpo Mecanizado en el Distrito Militar de Leningrado, que luego se convirtió en el 10.º Cuerpo de Tanques, al mando de este cuerpo participó en la Guerra de Invierno en los combates alrededor de Kiviniemi y el rechazo de un contraataque finlandés al noreste de Boboshino. En mayo de 1940 asumió el mando del 34.º Cuerpo de Fusileros en el Distrito Militar del Cáucaso Norte, puesto en el que permaneció hasta junio cuando fue nombrado comandante del nuevo 1.º Cuerpo Mecanizado. En enero de 1941, se convirtió en comandante del 17.° Ejército del Distrito Militar de Transbaikal.

### Segunda Guerra Mundial
Después de pasar los primeros meses después de la operación Barbarroja, la invasión alemana de la Unión Soviética, en el Lejano Oriente, Romanenko fue enviado al oeste para comandar el recién formado 3.º Ejército de Tanques en mayo de 1942. A finales de agosto, el ejército pasó a formar parte del Frente Occidental y luchó en la fallida Ofensiva de Kozelsk contra el 2.º Ejército Panzer. Después de que terminara la ofensiva en septiembre, se convirtió en comandante adjunto del Frente de Briansk. Poco después, en noviembre, fue transferido para comandar el reformado 5.º Ejército de Tanques, al mando de dicho ejército participó en la Operación Urano, la contraofensiva soviética en la batalla de Stalingrado a finales de noviembre. En enero de 1943, tomó el mando del 2.º Ejército de Tanques, con el que combatió en la ofensiva fallida del Frente Central en Oriol y Briansk durante febrero. Luego se convirtió en comandante del 48.º Ejército en el mismo mes, las unidades bajo su mando combatieron en la batalla de Kursk, la operación Kutúzov y la ofensiva Chernígov-Prípiat en el verano y principios del otoño de 1943. Desde noviembre de 1943, el ejército luchó en la ofensiva de Gómel-Réchytsa, durante la cual sus tropas liberaron la ciudad bielorrusa de Gómel. Durante la operación Bagratión, la ofensiva soviética que permitió expulsar a las tropas nazis de Bielorrusia y el este de Polonia, que comenzó a fines de junio de 1944, el ejército luchó en la Ofensiva de Babruisk, liberando las localidades de Zhlobin, Babruisk y Slonim. En julio, Romanenko fue ascendido a coronel general, pero fue reemplazado en el mando en diciembre de 1944 debido al deterioro de su salud.

### Posguerra

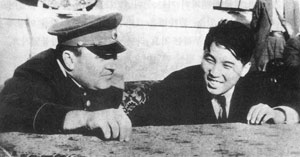
El general Romanenko (izquierda) con el futuro líder de Corea del Norte, Kim Il Sung, en Pionyang en diciembre de 1945

En julio de 1945, asumió el mando del Distrito Militar de Siberia Oriental. En febrero de 1947 se matriculó como estudiante en los Cursos Académicos Superiores de la Academia Militar del Estado Mayor de las Fuerzas Armadas de la Unión Soviética, pero estudió únicamente hasta diciembre, cuando fue transferido a los Segundos Cursos Principales de la academia, graduándose en 1948. Además de su faceta militar fue diputado de la II Convocatoria del Sóviet Supremo de la Unión Soviética (1946-1950). Murió el 10 de marzo de 1949 en Moscú, a consecuencia de una grave enfermedad y fue enterrado en el cementerio Novodévichi de la capital moscovita.

## Promociones
- Komdiv (19 de febrero de 1938)
- Teniente general (4 de junio de 1940)
- Coronel general (15 de julio de 1944).[6]

## Condecoraciones
A lo largo de su carrera militar, Prokofi Romanenko recibió las siguientes condecoraciones militares:
|  | Orden de Lenin, dos veces (22 de noviembre de 1937, 21 de febrero de 1945)                                          |
|  | Orden de la Bandera Roja, cuatro veces (1920, 15 de noviembre de 1940, 3 de noviembre de 1944, 24 de junio de 1948) |
|  | Orden de Suvórov de 1.er grado, dos veces (16 de septiembre de 1943, 23 de julio de 1944)                           |
|  | Orden de Kutúzov de 1.er grado (28 de enero de 1943, 27 de agosto de 1943)                                          |
|  | Medalla por la Defensa de Stalingrado (1942)                                                                        |
|  | Medalla por la Victoria sobre Alemania en la Gran Guerra Patria 1941-1945 (1945)                                    |
|  | Medalla del 20.º Aniversario del Ejército Rojo de Obreros y Campesinos                                              |
|  | Medalla del 30.º Aniversario de las Fuerzas Armadas de la URSS                                                      |
|  | Medalla Conmemorativa del 800.º Aniversario de Moscú                                                                |
|  | Orden de la Bandera Roja (Mongolia, 2 de febrero de 1942)                                                           |
|  | Medalla del 25.º Aniversario de la Revolución Popular de Mongolia (Mongolia, 1946)                                  |
|  | Cruz de San Jorge, cuatro veces (Imperio ruso)                                                                      |